# جوناثان دولان
جوناثان دولان (بالإنجليزية: Jonathan Dolan)‏ هو سياسي أمريكي، ولد في 16 مارس 1967. انتخب عضو مجلس ولاية ميزوري وانتخب عضو مجلس نواب ولاية ميسوري.